# Rockstar Games Social Club
Rockstar Games Social Club (RGSC) este un serviciu media digital, multiplayer și comunicații creat de Rockstar Games pentru a fi utilizat cu cea mai recentă generație de jocuri. Clubul social Rockstar Games a fost anunțat inițial pe 27 martie 2008, cu începerea preînregistrării planificată pentru 14 aprilie 2008. În ciuda acestui fapt, acea dată a fost amânată pentru 17 aprilie 2008. Numele este o referire la crima organizată, care folosește în general termenul „club social” pentru a descrie un loc de întâlnire sau ascunzătoare. Serviciul a primit o actualizare majoră în 2012, înainte de lansarea lui Max Payne 3, cu adăugarea unor funcții de social media și a unui sistem de „comandă” care permite jucătorilor să formeze grupuri și să-și combine realizările pentru a debloca funcții bonus.